# 豐泰國際
豐泰集團國際有限公司，簡稱豐泰集團國際，以及豐泰集團（英語：MILLENNIUM GROUP LIMITED，港交所除牌時0260.HK），在1997年4月15日，從聯合國際工業有限公司更名而來，當時業務主要經營生產及銷售煙草、電訊等行業，當時品牌為「一電通」。

## 历史
由於受印尼投資失利，再加上地產、股票投資、電訊等行業出現嚴重虧損，故此中國航空工業集團旗下中國航空工業國際控股(香港)有限公司進行收購，把燃氣業務注入，在2005年4月22日更名為中國環保投資股份有限公司至今。

## 外部連結
- irasia.com/listco/hk/cei/index.htm（页面存档备份，存于）